# شخض صلب
شخض صلب (الاسم العلمي:Justicia rigida) هو نوع غير مؤكد من النباتات يتبع جنس الشخض من الفصيلة الأقنتية.